# NOS-Laat
NOS-Laat was een actualiteitenprogramma op televisie dat van 1989 tot en met 1992 door de NOS op werkdagen werd uitgezonden op de late avond. Presentatoren van het eerste uur waren Maartje van Weegen en Charles Groenhuijsen.
NOS-Laat ontstond door een fusie tussen enkele televisieprogramma's van toen, onder meer TV3 (een cultureel programma met onder anderen Ischa Meijer en Carl Huybrechts als presentatoren), Panoramiek en Den Haag Vandaag. In 1992 fuseerde het programma NOS-Laat met de actualiteitenrubriek van de VARA, Achter het Nieuws, tot NOVA, dat in 2010 werd opgevolgd door Nieuwsuur en Uitgesproken VARA.